# 조루리

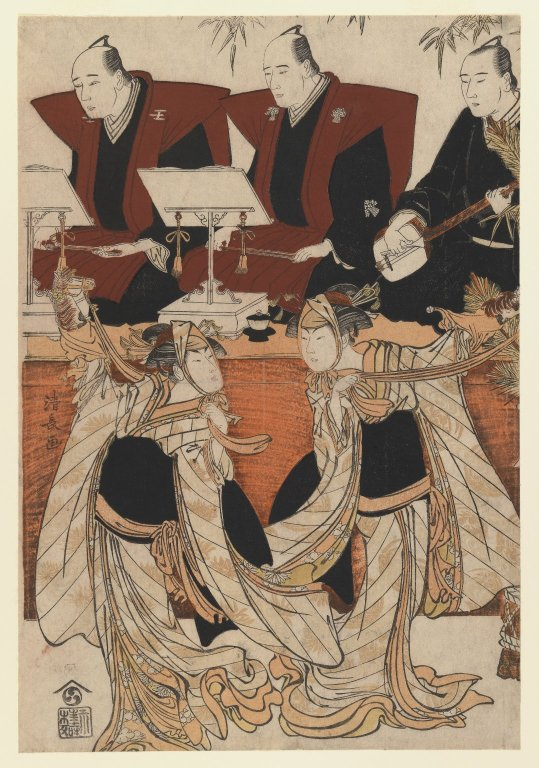

조루리(일본어: 浄瑠璃)는 일본의 전통예능에서 반주에 맞추어 이야기를 읊는 행위를 말한다.
일본에서는 예로부터 이른바 '가타리모노(語物)'라 일컫는, 줄거리가 있는 이야기에 가락을 붙이고 반주에 맞추어서 입으로 낭독하는 예능적 전통이 있다. 그 기원은 대체로 예능사상(藝能史上)으로는 평곡(平曲, 헤이쿄쿠)을 시발점으로 삼고 있다.
평곡은 비파의 반주에 맞춰서 '헤이케(平家) 이야기'를 낭독하는 것으로서, 장님인 이른바 '비와 스님'의 전업(專業)이었다. '비와 스님'의 이야기는 이미 헤이안 시대 말기에 존재하고 있었는데, 가마쿠라 시대에는 <헤이케(平家)> <호겐(保元)> <헤이지(平治)> 등 수많은 뛰어난 전기문학의 성립과 함께 발달하여, 남북조 시대로부터 무로마치 시대를 통하여 크게 번영하였다. 또 불보살(佛菩薩)의 연기(緣起)를 이야기하는 설경(說經)이 음곡적(音曲的) 발전을 이루어 설경부시(說經節)가 되고, 무로마치 말기로부터 에도 초기에 걸쳐서는 크게 민중의 환영을 받아, 인형과 연결되어서 '불상돌리기'가 유행되었으나, 아직 극장을 갖지 않는 '큰길연예(演藝)'였었던 듯하다.
그 밖에 중세에는 '이야기 승(僧)'의 이야기라든가 '맹인어전(盲人御前)'의 이야기, '고와카(幸苦)' 등 각 종류의 '가타리모노'가 발달하였다. 그것들 중에서도 무로마치 중기 이후, 소경스님이 부채로 손등을 쳐 소리내는 박자로 중얼거리기 시작한 <조루리 주니단소시(淨瑠璃十二段草子)>가 민중의 지지를 받아, 그 곡의 가락이나 억양을 '조루리 선율'이라고 부르고, 다른 사장(詞章)에도 쓰이게 됨으로써 '조루리'라고 총칭하게 되었다. 같은 무렵 류큐에서 도래한 신악기 사피선(蛇皮線)을 반주하게 되자 크게 비약하고, 더 나아가 '에비스 돌리기'와 맺어져 '닌교조루리'를 형성했다.
조루리 반주에 처음으로 사피선을 사용한 것은 사와즈미 켄코(澤住檢校)라고 전해지며, 뱀 가죽은 차차 구하기 어렵게 됨에 따라 고양이 가죽을 사용하게 됨으로써 소위 샤미센(三味線)이 생겨났다.

## 참고 자료
- 이 문서에는 다음커뮤니케이션(현 카카오)에서 GFDL 또는 CC-SA 라이선스로 배포한 글로벌 세계대백과사전의 내용을 기초로 작성된 글이 포함되어 있습니다.